# لي مي سوك
لي مي سوك (بالكورية: 이미숙)‏ هي مغنية وممثلة كورية جنوبية. ولدت يوم 2 أبريل 1960 في دانيانغ في كوريا الجنوبية.

## روابط خارجية
- لي مي سوك على موقع IMDb (الإنجليزية)
- لي مي سوك على موقع أول موفي (الإنجليزية)
- لي مي سوك على موقع قاعدة بيانات الفيلم (الإنجليزية)

لم يتم العثور على روابط لمواقع التواصل الاجتماعي.